# 狼牙山五壮士案
“狼牙山五壮士”名誉权纠纷案，亦简称狼牙山五壮士案，即葛长生诉洪振快名誉权、荣誉权纠纷案，是狼牙山五壮士后人葛长生、宋福保起诉洪振快侵害狼牙山五壮士名誉权、荣誉权的案件，最终胜诉。此案2018年被中华人民共和国最高人民法院列入指导性案例。

## 经过
2013年9月9日，财经网发表《炎黄春秋》杂志社前执行主编洪振快文章《小学课本“狼牙山五壮士”有多处不实》。2013年11月8日，《炎黄春秋》杂志刊登了洪振快文章《“狼牙山五壮士”的细节分歧》。2015年8月17日，狼牙山五壮士后人葛长生、宋福保分别在北京市西城区人民法院起诉洪振快侵犯名誉权、荣誉权，请求判令洪振快停止侵权、公开道歉、消除影响。2016年6月27日，一审法院判决洪振快败诉。洪振快不服，上诉至北京市第二中级人民法院。2016年8月15日，北京市二中院裁定驳回上诉、维持原判。法院认为洪振快的文章未正面评价狼牙山五壮士，在没有充分证据的前提下进行了似是而非的推测、质疑、评价，虽无侮辱性语言，但是通过强调细节引导读者质疑狼牙山五壮士的事迹，进而贬损五壮士的名誉。法院判决洪振快于判决生效后三日内在媒体上连续五日刊登公告，向葛、宋二人道歉，消除影响。2016年10月21日，由于洪振快逾期未履行判决，北京市西城区人民法院决定强制执行，将一审、二审判决书摘要刊登在《人民法院报》上，费用由洪振快承担。2016年10月19日最高人民法院将这两起案件公布为人民法院依法保护“狼牙山五壮士”等英雄人物人格权益典型案例。2018年12月19日，葛长生诉洪振快名誉权、荣誉权纠纷案被选入最高法指导性案例。最高法称，此案推动了《中华人民共和国英雄烈士保护法》立法。

## 相关案件

### 黄钟、洪振快诉郭松民、梅新育侵犯名誉权案
刊有洪振快《“狼牙山五壮士”的细节分歧》的《炎黄春秋》杂志出版后，郭松民、梅新育在新浪微博上批评这篇文章，称《炎黄春秋》涉事作者、编辑是“狗娘养的”。该文章编辑黄钟、洪振快将郭松民、梅新育分别起诉至北京市海淀区人民法院和北京市丰台区人民法院，指控郭、梅二人侵犯人格尊严和名誉。2015年5月4日，海淀、丰台法院通知黄、洪二人案件将在5月12日、13日进行不公开审理。2015年12月21日、22日，海淀法院、丰台法院先后公布判决，裁定郭、梅胜诉。黄、洪上诉至北京市第二中级人民法院。北京市二中院驳回上诉，维持原判。法院认定洪振快的文章涉及事件重大，涉及历史人物的重新评价，应当预见到会面临激烈的批评，应当承担相应的容忍义务；郭、梅的言论虽然用语不当，但主旨和主观动机是出于维护英烈形象，是社会公众普遍民族感情的直观反映，符合社会主义核心价值观，应予肯定；郭、梅的微博并非针对黄、洪二人，并未影响二人社会声誉。此案在中国引起了关注与议论。2016年10月19日，该案和狼牙山五壮士案一起被最高人民法院选为人民法院依法保护“狼牙山五壮士”等英雄人物人格权益典型案例。

### 洪某诉刘某、某报社名誉权纠纷案
2015年，“狼牙山五壮士”所在连连长之子刘某在网络发表文章《心声︱“狼牙山五壮士”所在连连长的儿子为捍卫英雄名誉写的一封公开信》。某报社主办的杂志略作修改后发布该文。洪振快起诉，请求判令刘某、某报社立即停止侮辱诽谤、删除侵权言论，在相关媒体上公开道歉，赔偿精神损害抚慰金。北京市海淀区人民法院一审判决，驳回洪振快的全部诉讼请求。北京市第一中级人民法院二审判决驳回上诉，维持原判。洪某诉刘某、某报社名誉权纠纷案在2022年被最高法列入“涉英烈权益保护十大典型案例”。